# エフゲニー・ジニチェフ
エフゲニー・ジニチェフ（ロシア語: Евге́ний Никола́евич Зи́ничев、1966年8月18日 – 2021年9月8日）は、ロシアの政治家および軍の将校である。カリーニングラード州のロシア連邦保安庁局長、同州知事代行、ロシア連邦保安庁副長官を歴任し、2018年5月にロシア緊急事態大臣に就任した。2020年12月、上級大将へ昇進。2021年9月8日、北極圏地域での演習中に事故で死亡した。演習を撮影していた監督兼カメラマンを救助しようとした際に崖から転落したという。ソビエト連邦崩壊後のロシアにおいて、現職大臣が職務中に亡くなるのは初のケースであった。9月9日、ロシア連邦英雄の称号を追贈された。エブゲニー・ジニチェフとも表記される。

## 経歴
1966年8月18日、レニングラード（現・サンクトペテルブルク）で生まれた。 
高校卒業後、1984年から1986年までビエト海軍の北方艦隊でのインテリジェンスサービスに従事した。 
その後、サンクトペテルブルクビジネス法研究所で、経済学と金融・信用の2つの学部を卒業した。 

### インテリジェンスサービス
1987年から1991年までソ連国家保安委員会（KGB）の職員であった。ソビエト連邦共産党にも所属していた。1991年、ロシア連邦保安庁に入職し、現場職員から地域責任者となった。
2006年から2015年まで、大統領保安局の個人警備担当となり、ロシア大統領（ウラジーミル・プーチン、ドミートリー・メドヴェージェフ）の出張に同行した。
2012年から2013年までロシア連邦軍参謀本部軍事アカデミーに学んだ。
2014年、ロシア連邦保安庁の副長官に任命された。
2015年6月、カリーニングラード州のロシア連邦保安局長に任命された。
2016年7月28日、カリーニングラード州知事ニコライ・ツカノフが北西連邦管区大統領全権大使となり、ジニチェフが知事代行に任命された。最初の記者会見は2つの質問への応答のみ、わずか49秒間のもので、カリーニングラード州への投資を呼び込み社会経済状況を安定させることが優先事項と語った。
2016年10月6日、「家族の事情」により、カリーニングラード地域の知事を辞任した。アントン・アリハノフが後任となった。
10月7日、ロシア連邦保安庁副長官に就任した。

### 緊急事態大臣
2018年5月17日、メドベージェフ首相は、ウラジーミル・プチコフに代わってロシア緊急事態省大臣にジニチェフを指名し、プーチン大統領もこれを承認した。この2か月前にはケメロボで41人の子どもを含む64人が死亡するショッピングセンター火災があり、消防体制の改善が求められていた。ジニチェフは就任後、消防職員の増員、新しい安全部門の創設を行い、中小の事業所に対する計画的な査察を再開した。
2018年5月28日の大統領令により、ジニチェフはロシア連邦安全保障会議のメンバーとなった。
2018年12月、大将の階級に叙された。
2020年1月15日、メドベージェフ内閣が解散したが、後任のミハイル・ミシュスティンの内閣でも同ポストで継続起用された。
2020年12月、上級大将へ昇進した。

## 死

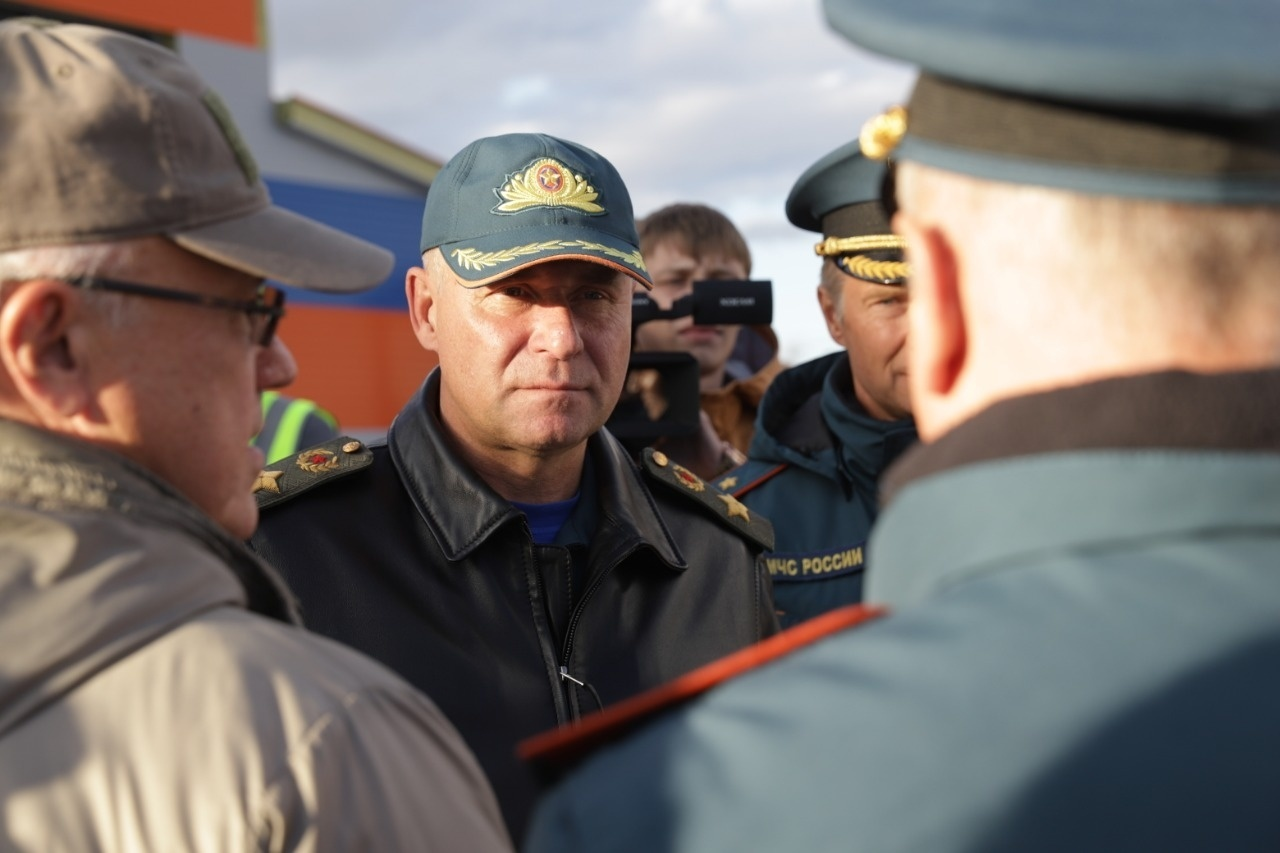
大臣の死の数時間前にノリリスクで撮影されたジニチェフの最後の写真の1つ

2021年9月8日、北極圏地域での演習に参加していたジニチェフは、ノリリスクの北120kmに位置するプトラナ自然保護区での事故により死亡した。非常事態省は、監督兼カメラマンのアレクサンドル・メルニクを救助しようとして亡くなったと発表した。RTのマルガリータ・シモニャン編集長によると、崖から転落したメルニクの救助を試みて岩にぶつかったという。現職の大臣としてはソ連崩壊後のロシアにおいて最初のケースであった。
9月9日、ロシア大統領令により、ロシア連邦英雄の称号を追贈された。
9月10日の告別式には、プーチン大統領を始め、 セルゲイ・ショイグ国防相やセルゲイ・ラブロフ外相など政府閣僚、アルメニア首相のニコル・パシニャン、セルビア大統領のアレクサンダル・ヴチッチ らが参列した。

## 私生活
ジニチェフは既婚であり、息子、孫、2人の孫娘がいた。